# Rhetenor diversipes
Rhetenor diversipes är en spindelart som beskrevs av Simon 1902. Rhetenor diversipes ingår i släktet Rhetenor och familjen hoppspindlar. Inga underarter finns listade i Catalogue of Life.